# Rodau (Zwingenberg)
Rodau ist ein Stadtteil von Zwingenberg an der Bergstraße im südhessischen Landkreis Bergstraße. Es liegt ca. 2 km westlich von Zwingenberg im Hessischen Ried.

## Geographische Lage
Rodau erstreckt sich am östlichen Rande der Oberrheinischen Tiefebene bei Zwingenberg bis in die Nähe des vorderen Odenwaldes und liegt westlich des Melibokus (517,4 m ü. NHN).
Im Norden grenzt der Ort an Hähnlein im Kreis Darmstadt-Dieburg, im Süden an Fehlheim und Auerbach mit dem Niederwaldsee, im Osten an den Hauptort Zwingenberg und schließlich im Westen an Langwaden (alle Landkreis Bergstraße).
Rodau und seine Gemarkung liegen an einer Flussschlinge eines früheren Flussbettes des Neckars, welcher vor Jahrtausenden durch das Hessische Ried floss.
Auch die heute zu Bensheim gehörenden Stadtteile Fehlheim und Langwaden liegen an einstigen Neckararmen. Der Lauf des Neckars führte vom heutigen Ladenburg durch das Hessische Ried zur Mündung in den Rhein bei Trebur. Zahlreiche Baggerseen und Kiesgruben entlang der Bergstraße zeugen von dieser Vergangenheit. Es ist anzunehmen, dass sich der Fluss infolge allmählicher Versumpfung und Versandung des alten Flussbettes bei Heidelberg seinen Weg nach Westen suchte, der ihn heute bei Mannheim in den Rhein münden lässt.
Rodau liegt westlich der Autobahn A 5 nahe der Anschlussstelle Zwingenberg und ist über diese gut zu erreichen.
Für die Liste der Kulturdenkmäler in Rodau siehe: Liste der Kulturdenkmäler in Zwingenberg (Bergstraße).

## Geschichte

### Ortsgeschichte
Rodau wurde zum ersten Mal im Jahr 782 in Urkunde Nr. 228 des Lorscher Codex, einer Urkundensammlung des Klosters Lorsch, erwähnt. Anlass war eine „Untersuchung hinsichtlich der Fehlheimer Gemarkung, in der das Dorf Schwanheim liegt, und über Rodau.“
Die Geschichte Rodaus dürfte jedoch sehr viel älter sein. Schon in der Stein- und Bronzezeit scheint dieses Gebiet von Menschen bewohnt gewesen zu sein, was durch zahlreiche Funde an der Bergstraße erhärtet wird. Später besiedelte das Volk der Kelten diese Gegend. Die Namen der Flüsse Rhein, Main, Neckar, Weschnitz, Gersprenz sind keltischen Ursprungs.
Nach dem Ende der römischen Herrschaft über Teile Germaniens, so auch der Bergstraße, kam Südhessen, etwa seit dem Jahre 500, in den unumschränkten Besitz der fränkischen Könige. So gehörten zur Zeit Karls des Großen zur Mark (Gemarkung) Bensheim die Orte Auerbach, Zwingenberg, Hochstädten, Reichenbach, Gronau, Groß– und Kleinhausen (heute Einhausen), Rodau, Schwanheim und Fehlheim. Später machten sich diese Orte, außer Fehlheim, selbständig und bildeten eigene Gemeinden.
Durch Schenkungen kommen Rodau, Schwanheim und Fehlheim an das Kloster Lorsch. Damit ist Rodau mit dem Schicksal dieser Abtei auf Jahrhunderte hinaus verbunden.
Die für Rodau wichtige Urkunde, mit Datum vom 4. Februar 962, befindet sich ebenfalls in der Urkundensammlung des Klosters Lorsch, dem Codex Laureshamensis, dessen Original sich in München befindet. In dieser Urkunde, betitelt: Donatio quam fecit Adalhoch in Scarra (Schenkung, welche der Adalhoch in Scharhof gemacht hat), heißt es aus dem Lateinischen übersetzt: „Später aber, mit Wohlwollen und mit Übereinstimmung des ehrenwerten Abtes Gerbod und aller Brüder und Treuen eben dieses Klosters, habe ich die von mir übergebenen Güter und obendrein, was von Rechts wegen des heiligen Nazarius zustand in Schwanheim und Rod, auf Lebenszeit als Lehen zurückempfangen.“ Das besagt, dass Adalhoch in Scharhof bei Mannheim Besitzungen und Klostergut in Schwanheim und Rodau als Lehen auf Lebenszeit zurückerhält, als Gerbod Abt des Klosters zu Lorsch war.
Mit dem Kloster Lorsch kommt Rodau im Jahr 1232 an das Erzstift Mainz, was 1238 bezeugt wurde.
Seit 1465 ist das Amt Gernsheim, zu dem auch Rodau gehörte, an den Grafen Philipp von Katzenelnbogen und später an dessen Erben, die Landgrafen von Hessen, verpfändet. Nach Einlösung der Pfandschaft gelangt Rodau 1520 an Kurmainz zurück.
Erstaunlich ist, dass Rodau, obwohl es nun wieder unter Landeshoheit von Kurmainz stand und demzufolge zum katholischen Glauben hätte gehören müssen, im Jahre 1534 evangelisch wurde. Hier spielt wohl die Nähe zum protestantischen Zwingenberg, welches in der Landgrafschaft Hessen lag, eine Rolle. So war der erste Pfarrer für Schwanheim und Rodau der Mönch Jorg von Heidelberg aus dem Kloster Lorsch. Er erhielt auf Drängen des hessischen Landgrafen Philipp des Großmütigen vom Abt zu Lorsch die Erlaubnis, das katholische Ordenskleid abzulegen und Schwanheim und Fehlheim als evangelischer Prediger zu betreuen.
Die Schrecken des Krieges sind dem kleinen Dorf nicht erspart geblieben. Groß war die Not im Dreißigjährigen Krieg, als im Jahre 1618 spanische Truppen an der Bergstraße erschienen und pfälzische und hessische Dörfer plünderten. Ein Ratsprotokoll des Nachbarortes Fehlheim aus dem Jahre 1621 belegt dies.
Mitten in den Wirren des Dreißigjährigen Krieges scheiterte die kurmainzische Landesherrschaft im Jahre 1629 mit dem Versuch der Rückführung zum Katholizismus am Widerstand der Gemeinde. Rodau blieb weiterhin evangelisch.
Seit dem Jahr 1687 besteht in der Gemeinde eine eigene Schule. Eines der ältesten Schulgebäude dürfte ein Fachwerkhaus sein, das sich an der Ecke Feldstraße in Rodau befindet. Vorher werden die Rodauer Kinder wohl in die kurz vor 1628 neu gegründete Kirchspielschule in Schwanheim gegangen sein.
Bis 1802 gehörte das Dorf zum Amt Gernsheim und damit zu Kurmainz und kam danach, wie die anderen kurmainzischen Gebiete rechts des Rheins, zur Landgrafschaft Hessen-Darmstadt.

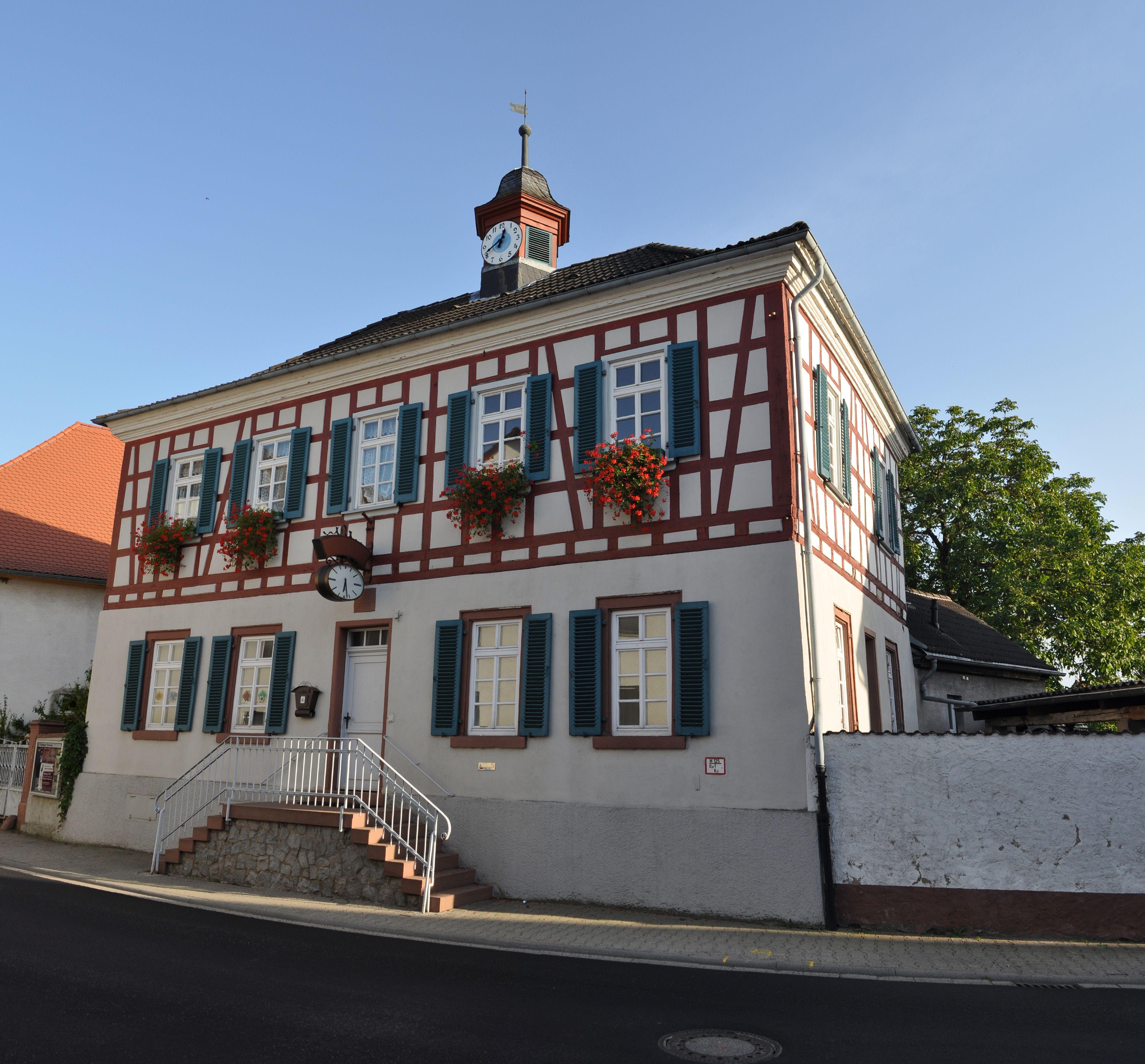
Schul-, Bet- und Rathaus

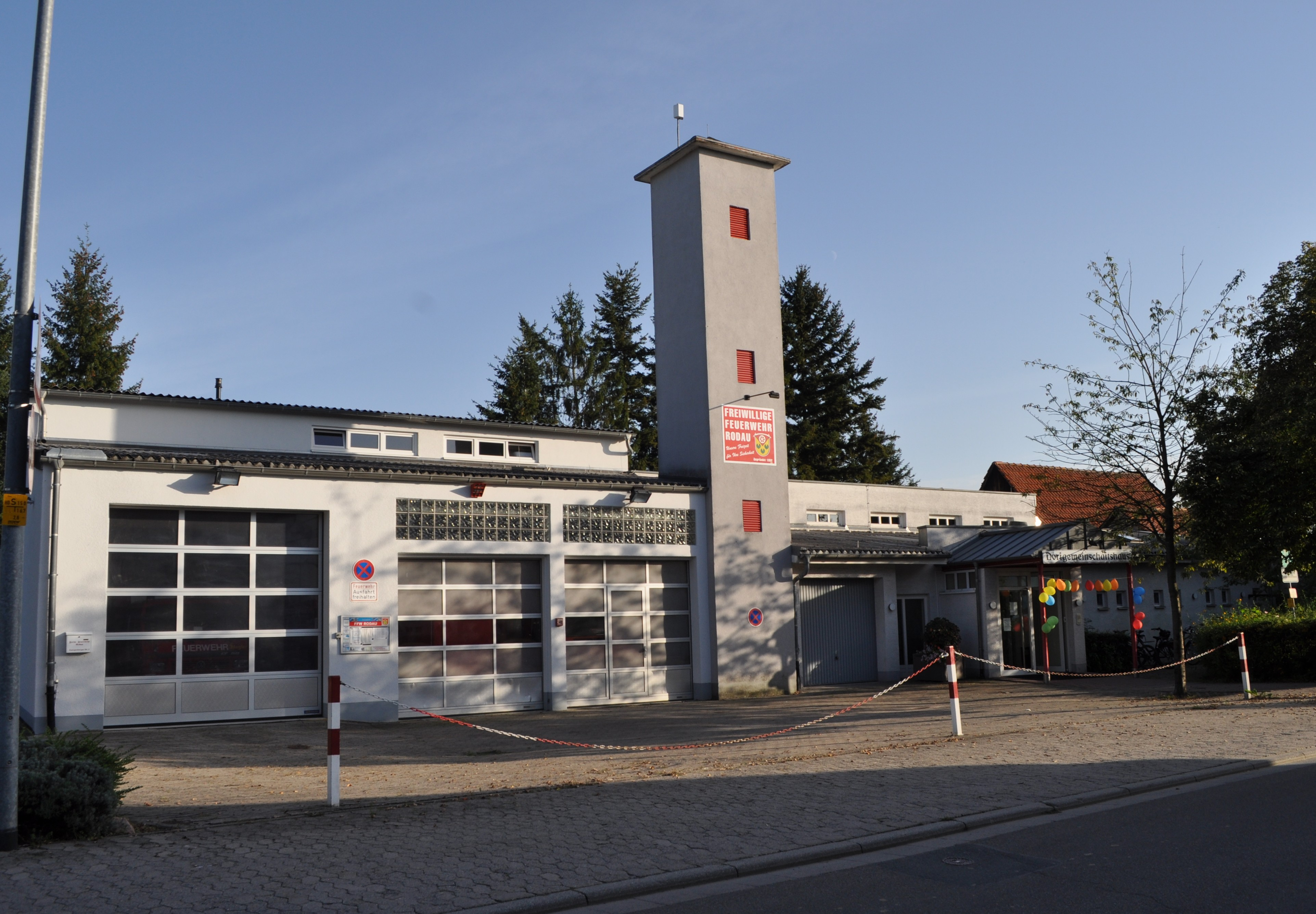
Dorfgemeinschafts- und Feuerwehrhaus

Konrad Dahl berichtet 1812 in seiner Historisch-topographisch-statistische Beschreibung des Fürstenthums Lorsch, oder Kirchengeschichte des Oberrheingaues über das Dorf Rodau:

„Rodau: Ein kleines Dorf, also benennt, liegt an der Winkelbach, 1 1⁄2 Stunde von Gernsheim, eine starke halbe Stunde von Zwingenberg und 4 Stunden von Darmstadt entfernt. Es heißt in Codice Laures. Rod, und kömmt schon im Jahr 964 als Lorscher Eigenthum vor. Ob selches von dem nahgelegenen aber ausgegangenen Dörfchen Au, oder von dem Neckar, der solches vor Alters fast ganz umflossen, und daselbst ein Au oder Insel formirt, seinen Namen Rodau erhalten habe, lasse ich dahin gestellt sein. Daß dieses Dorf schon von alten Zeiten her, zur Gernsheimer Mark und zum königlichen Dominialhof in Gernsheim gehört habe, ist wohl seinem Zweifel unterworfen. Seiner Entfernung wegen gehörte aber solches nicht zur Pfarrei Gernsheim, sondern zur Pfarrei Schwanheim und ist auch gleich dieser seiner Mutterkirche der Reformation Luthers beigetretten und dabei bis itzt geblieben. Rodau besteht nur aus 26 Häusern mit 165 Seelen. Sein Gemarkung ist klein und besteht nur aus 407 Morgen Äcker und Wiesen. Vom großen und kleinen Zehenden zu Rodau bezieht die Oberschaffnerei Lorsch (einen Distrikt an der Winkelbach ad 7 Morgen, welcher dem Pfarrer zu Schwanheim zehndet, ausgenommen). Die Jagd gehört dem Landesherrn.“

Im Jahre 1810 wurde ein neues Schulhaus in der Hauptstraße errichtet. Über dessen Eingang befindet sich eine Sandsteintafel mit der Inschrift: „Dieses Bet–, Schul- und Radthaus ist erbaut worden im Jahre 1810.“ Hinter diesen Angaben folgen einige Baumeisterzeichen und die Buchstaben P.S. Der Bet-Saal ist in dieser Art wohl einer der ältesten in Hessen. Das schöne und zweckmäßige Gebäude diente als Schulhaus bis 1957.
In den Jahren 1812 und 1813 wurden erhebliche Kriegskosten für die Bezahlung der alliierten Truppen eingetrieben, die den Kaiser Napoleon Bonaparte verfolgten, der sich über den Rhein zurückgezogen hatte.
Die Statistisch-topographisch-historische Beschreibung des Großherzogthums Hessen berichtet 1829 über Rodau:

„Rodau (L. Bez. Bensheim) luth. Filialdorf; liegt an dem Winkelbach 1 St. von Bensheim und 3⁄4 St. von Zwingenberg, besteht aus 27 Häusern und hat 168 luth. Einw. Der Ort der schon im 9. Jahrhundert existirte, kommt 964 als Lorscher Eigenthum vor. Von Mainz kam Rodau 1802 an Hessen.“

Am 1. August 1914 brach der Erste Weltkrieg aus. Als nach der deutschen Niederlage am 11. November 1918 der Waffenstillstand unterschrieben wurde, hatte auch Rodau elf Gefallene zu beklagen, während der Krieg insgesamt rund 17 Millionen Menschenopfer kostete.
Am 1. September 1939 begann mit dem Einmarsch deutscher Truppen in Polen der Zweite Weltkrieg, der in seinen Auswirkungen noch weit dramatischer war als der Erste Weltkrieg und dessen Opferzahl auf 60 bis 70 Millionen Menschen geschätzt werden. In der Endphase des Zweiten Weltkrieges in Europa erreichten die amerikanischen Verbände Mitte März 1945 den Rhein zwischen Mainz und Mannheim. Am 27. März standen die amerikanischen Einheiten in Lorsch, Bensheim und Heppenheim und einen Tag später waren Aschaffenburg am Main sowie der westliche und nördliche Teil des Odenwaldes besetzt.
Der Krieg in Europa endete mit der bedingungslosen Kapitulation aller deutschen Truppen, die am 8. Mai 1945 um 23:01 Uhr mitteleuropäischer Zeit in Kraft trat. Nach Rodau kehrten 29 gefallene oder vermisste Soldaten nicht zurück.
Bis zum Anfang des 20. Jahrhunderts war Rodau ein rein bäuerliches Gemeinwesen mit Feld- und Wiesenwirtschaft. Wenige Menschen arbeiteten in der Industrie, meist bei der Eisenbahn. Das änderte sich nach den Weltkriegen, als immer mehr Rodauer in umliegenden Gemeinden, in der Industrie und im Handel Arbeit fanden.
Auch in der Landwirtschaft gingen tiefgreifende Änderungen vor sich. Nebenerwerbsbetriebe, die wie früher nach Feierabend ihre Äcker bestellten, gibt es nicht mehr. Heute sind nur noch zwei landwirtschaftliche Betriebe in Rodau erhalten geblieben.
Am 17. Dezember 1957 wurde im Nibelungensaal des Lorscher Rathauses der „Wasserbeschaffungsverband Riedgruppe Ost“ gegründet, dem neben Rodau auch die damaligen Gemeinden Einhausen, Fehlheim, Schwanheim und Lorsch angehörten. Im Dezember 1958 wurde daraufhin mit dem Bau des Wasserwerkes „Kannegießer Tannen“ begonnen und ein Jahr später konnte der Verbandsvorsteher in Einhausen verkünden: „Für 15.000 Riedbewohner läuft jetzt Wasser aus den Hähnen – und wir wollen dankbar sein“. Es folgte im September 1960 das Wasserwerk „Kannegießer Tannen“ an der Gemarkungsgrenze zwischen Lorsch und Einhausen.
Das mit einem Kostenaufwand von 4,5 Millionen D-Mark errichtete Wasserwerk, zusammen mit den 74 Kilometern verlegter Rohrleitungen, wurde nach dessen Fertigstellung als „Größtes Gemeinschaftswerk des Kreises Bergstraße“ bezeichnet.
Im Zuge der Gebietsreform in Hessen wurde die bis dahin selbstständige Gemeinde Rodau am 31. Dezember 1970 auf freiwilliger Basis nach Zwingenberg eingemeindet und ist seither ein Stadtteil von Zwingenberg. Für den Stadtteil Rodau wurde ein Ortsbezirk mit Ortsbeirat und Ortsvorsteher nach der Hessischen Gemeindeordnung eingerichtet.

### Verwaltungsgeschichte im Überblick
Die folgende Liste zeigt die Staaten und Verwaltungseinheiten, denen Rodau angehört(e):
- vor 1803: Heiliges Römisches Reich, Kurfürstentum Mainz, Unteres Erzstift (1461–1650 an Kurpfalz verpfändet), Amt Gernsheim
- ab 1803: Heiliges Römisches Reich, Landgrafschaft Hessen-Darmstadt,[Anm. 2] Fürstentum Starkenburg, Amt Gernsheim
- ab 1806: Großherzogtum Hessen,[Anm. 3] Fürstentum Starkenburg, Amt Gernsheim[13]
- ab 1815: Großherzogtum Hessen[Anm. 4], Provinz Starkenburg, Amt Gernsheim
- ab 1821: Großherzogtum Hessen, Provinz Starkenburg, Landratsbezirk Bensheim[Anm. 5]
- ab 1832: Großherzogtum Hessen, Provinz Starkenburg, Kreis Bensheim
- ab 1848: Großherzogtum Hessen, Regierungsbezirk Heppenheim
- ab 1852: Großherzogtum Hessen, Provinz Starkenburg, Kreis Bensheim
- ab 1871: Deutsches Reich, Großherzogtum Hessen, Provinz Starkenburg, Kreis Bensheim
- ab 1874: Deutsches Reich,  Großherzogtum Hessen, Provinz Starkenburg, Kreis Bensheim
- ab 1918: Deutsches Reich,[Anm. 6] Volksstaat Hessen, Provinz Starkenburg, Kreis Bensheim
- ab 1938: Deutsches Reich, Volksstaat Hessen, Landkreis Bergstraße[14][Anm. 7]
- ab 1945: Amerikanische Besatzungszone,[Anm. 8] Groß-Hessen, Regierungsbezirk Darmstadt, Landkreis Bergstraße
- ab 1946: Amerikanische Besatzungszone, Land Hessen, Regierungsbezirk Darmstadt, Landkreis Bergstraße
- ab 1949: Bundesrepublik Deutschland, Land Hessen, Regierungsbezirk Darmstadt, Landkreis Bergstraße
- ab 1972: Bundesrepublik Deutschland, Land Hessen, Regierungsbezirk Darmstadt, Landkreis Bergstraße, Stadt Zwingenberg[Anm. 9]

### Einwohnerentwicklung
| • 1806: | 151 Einwohner, 26 Häuser |
| • 1812: | 165 Einwohner, 26 Häuser |
| • 1829: | 168 Einwohner, 27 Häuser |
| • 1867: | 205 Einwohner, 35 Häuser |

| Rodau: Einwohnerzahlen von 1806 bis 2011 | Rodau: Einwohnerzahlen von 1806 bis 2011 | Rodau: Einwohnerzahlen von 1806 bis 2011 | Rodau: Einwohnerzahlen von 1806 bis 2011 | Rodau: Einwohnerzahlen von 1806 bis 2011 |
| --- | ---------------------------------------- | ---------------------------------------- | ---------------------------------------- | ---------------------------------------- |
| Jahr |                                          |                                          |                                          | Einwohner                                |
| 1806 | 1806                                     |                                          | 151                                      | 151                                      |
| 1812 | 1812                                     |                                          | 165                                      | 165                                      |
| 1829 | 1829                                     |                                          | 168                                      | 168                                      |
| 1834 | 1834                                     |                                          | 168                                      | 168                                      |
| 1840 | 1840                                     |                                          | 173                                      | 173                                      |
| 1846 | 1846                                     |                                          | 192                                      | 192                                      |
| 1852 | 1852                                     |                                          | 190                                      | 190                                      |
| 1858 | 1858                                     |                                          | 212                                      | 212                                      |
| 1864 | 1864                                     |                                          | 206                                      | 206                                      |
| 1871 | 1871                                     |                                          | 196                                      | 196                                      |
| 1875 | 1875                                     |                                          | 196                                      | 196                                      |
| 1885 | 1885                                     |                                          | 234                                      | 234                                      |
| 1895 | 1895                                     |                                          | 242                                      | 242                                      |
| 1905 | 1905                                     |                                          | 207                                      | 207                                      |
| 1910 | 1910                                     |                                          | 224                                      | 224                                      |
| 1925 | 1925                                     |                                          | 237                                      | 237                                      |
| 1939 | 1939                                     |                                          | 217                                      | 217                                      |
| 1946 | 1946                                     |                                          | 336                                      | 336                                      |
| 1950 | 1950                                     |                                          | 343                                      | 343                                      |
| 1956 | 1956                                     |                                          | 290                                      | 290                                      |
| 1961 | 1961                                     |                                          | 311                                      | 311                                      |
| 1967 | 1967                                     |                                          | 333                                      | 333                                      |
| 1970 | 1970                                     |                                          | 357                                      | 357                                      |
| 1980 | 1980                                     |                                          | ?                                        | ?                                        |
| 1990 | 1990                                     |                                          | ?                                        | ?                                        |
| 2000 | 2000                                     |                                          | ?                                        | ?                                        |
| 2011 | 2011                                     |                                          | 975                                      | 975                                      |
| Datenquelle: Historisches Gemeindeverzeichnis für Hessen: Die Bevölkerung der Gemeinden 1834 bis 1967. Wiesbaden: Hessisches Statistisches Landesamt, 1968. Weitere Quellen: bis 1970; Zensus 2011 |                                          |                                          |                                          |                                          |

### Religionszugehörigkeit
| • 1829: | 168 lutheranische (= 100 %) Einwohner                             |
| • 1961: | 265 evangelische (= 85,21 %), 32 katholisch (= 10,29 %) Einwohner |

## Politik
Für Rodau besteht ein Ortsbezirk (Gebiete der ehemaligen Gemeinde Rodau) mit Ortsbeirat und Ortsvorsteher nach der Hessischen Gemeindeordnung.
Der Ortsbeirat besteht aus sieben Mitgliedern. Seit den Kommunalwahlen 2016 gehören ihm vier Mitglieder der CDU und je ein Mitglied der SPD, der FDP und der FWZ (Freie Wähler Zwingenberg) an. Ortsvorsteher ist Horst Hölzel (CDU).

## Wappen und Flagge
Wappen

Blasonierung: „In einem goldenen, mit drei grünen Seeblättern belegten Schild eine gestürzte halbe rote Spitze mit einem sechsspeichigen silbernen Rad.“
Das Wappen wurde der damaligen Gemeinde Rodau am 20. Oktober 1970 durch das Hessische Innenministerium genehmigt. Gestaltet wurde es durch den Bad Nauheimer Heraldiker Heinz Ritt.
Durch das Mainzer Rad wird auf die frühere Zugehörigkeit Rodaus zum Mainzer Kurstaat verwiesen. Die Seeblätter symbolisieren, wie auch im Wappen Zwingenbergs, das alte Bett des Neckars, an dem Rodau liegt.
Flagge
Die Flagge wurde der damaligen Gemeinde Rodau gemeinsam mit dem Wappen durch das Hessische Innenministerium genehmigt und wird wie folgt beschrieben:
„In einer von Grün und Gelb geständerten Flagge das Gemeindewappen.“